# 小盘木科
小盘木科 又名翅子藤科，或音译为攀打科，共有4属28种，分布在东南亚和非洲西部。中国只有1种—小盘木（Microdesmis casearifolia Planch.），分布在云南、广西和广东。
本科植物为乔木或灌木；单叶互生，无托叶；花单性，雌雄异株，极小，花瓣5，雌花的花被和雄花相同稍大；果实为核果。

## 属
- Centroplacus—在以前的分类中被分入叶下珠科
- Galearia —在以前的分类中被分入大戟科
- 小盘木属 Microdesmis —在以前的分类中被分入大戟科
- Panda  —在以前的分类中被分入大戟科

1981年的克朗奎斯特分类法将其列在大戟目中，属于蔷薇亚纲，1998年根据基因亲缘关系分类的APG 分类法将其合并到金虎尾目， 2003年经过修订的APG II 分类法维持原分类。
注：本科的拉丁名容易和露兜树科（Pandanaceae）混淆。